# Беври ла Форе
Беври ла Форе (фр. Beuvry-la-Forêt) насеље је и општина у североисточној Француској у региону Север-Па д Кале, у департману Север која припада префектури Дуе.
По подацима из 2011. године у општини је живело 2.750 становника, а густина насељености је износила 219,65 становника/km². Општина се простире на површини од 12,52 km². Налази се на средњој надморској висини од 21 метар (максималној 35 m, а минималној 14 m).

## Демографија
| 1962. | 1968. | 1975. | 1982. | 1990. | 1999. | 2011. |
| ----- | ----- | ----- | ----- | ----- | ----- | ----- |
| 1.794 | 1.804 | 1.869 | 2.175 | 2.337 | 2.762 | 2.750 |